# ジ・オーディナリー・ボーイズ
ジ・オーディナリー・ボーイズ（The Ordinary Boys）は、イギリス・ブライトン近郊の港町ワーシング出身のロックバンド。英国調ポップに初期パンクや2トーン、スカを融合させたサウンドが特徴。バンド名は、モリッシーの楽曲のタイトルに由来する。

## 概要
ザ・ジャム期のポール・ウェラーやブリットポップ、特にブラーからの強い影響を指摘される、伝統的な英国調ポップとモッズなセンスは日本でも人気が高く、またモリッシーやポール・ウェラーといった大御所たちからもそれなりに目をかけられている。
代表曲は、「トーク・トーク・トーク」「ボーイズ・ウィル・ビー・ボーイズ」「ナイン2ファイブ」「ロンリー・アット・ザ・トップ」など。メンバーはフレッド・ペリーのシャツやポロシャツを愛用しており、それで統一された服装でライブをすることが多い。
セカンド・アルバムが興行不振であったため、バンドは一旦契約を解除される。しかしその後、英国の人気テレビ番組『ビッグ・ブラザー（Celebrity Big Brother）』へ、プレストン（ボーカル、ギター）が出演するようになると、彼のキャラが大いに受け一躍お茶の間の人気者となり、その後押しを受ける形でバンドがメインストリームに返り咲くという面白いエピソードを持つ。プレストンのタレント人気を受けてセカンド・アルバムはチャートに再浮上し、リードトラックの「ボーイズ・ウィル・ビー・ボーイズ」もスマッシュ･ヒットを記録した。1年後のサード・アルバムでは、クラクソンズらニューレイヴに影響を受けたエレクトロなディスコ・サウンドへの接近を試み、全英トップ10ヒットのシングル3枚を生み出すなど好成績を収めている。
2004年と2005年に2年連続でサマーソニックに出演。2006年12月にはブリティッシュ・アンセムズのメイン・アクトをつとめた。
2008年に解散を発表。
2011年に再結成。

## メンバー

### 現在のメンバー
- サム・プレストン (Samuel Preston) - メイン・ボーカル、ギター
- チャーリー・スタンリー (Charlie Stanley) - ドラム
- ジェイムス・グレゴリー (James Gregory)　- ベース
- マシュー・パワーズ (Matthew Powers) - ギター、バック・ボーカル

### 旧メンバー
- ウィリアム・J・ブラウン (William J. Brown) - ギター、バック・ボーカル
- デーン・エターリッジ (Dane Etteridge) - ギター
- トビー・ホートン (Toby Horton) - ドラム
- ダン・ローガン (Dan Logan) - ベース
- アレックス・カーショウ (Alex Kershaw) - ギター
- サイモン・ゴールドリング (Simon Goldring) - ドラム
- アンディ・マッセイ (Andy Massey) - キーボード

## ディスコグラフィ

### アルバム
- 『オーヴァー・ザ・カウンター・カルチャー』 - Over the Counter Culture (2004年、B-Unique/Warner Music)
- 『ブラスバウンド』 - Brassbound (2005年、B-Unique/Warner Music)
- 『テン・イージー・ステップス～欲しいものを手に入れるための10ヶ条』 - How to Get Everything You Ever Wanted in Ten Easy Steps (2006年、B-Unique/Polydor)
- 『ジ・オーディナリー・ボーイズ』 - The Ordinary Boys (2015年、Treat Yourself)